# 侍戦隊シンケンジャー 銀幕版 天下分け目の戦
『侍戦隊シンケンジャー 銀幕版 天下分け目の戦』（さむらいせんたいシンケンジャー ぎんまくばん てんかわけめのたたかい）は、2009年8月8日より東映系で公開された日本の映画作品。特撮ヒーロー番組「スーパー戦隊シリーズ」の『侍戦隊シンケンジャー』の映画作品である。同時上映は『劇場版 仮面ライダーディケイド オールライダー対大ショッカー』。
両映画共通のキャッチコピーは「最強決戦、夏の陣。」。

## 概要
クランクインは2009年4月、クランクアップは5月上旬であり、製作発表記者会見は5月25日に東京會舘で行われた。
梅森源太 / シンケンゴールド役の相馬圭祐は、本作品が同役での初撮影となった。
劇場版のオリジナルキャラクターとして、初代シンケンレッドこと志葉烈堂を合田雅吏、敵役である脂目マンプクの声を大和田伸也が担当する。彼らは、テレビシリーズのレギュラーである日下部彦馬役の伊吹吾郎と同様に、『水戸黄門』で渥美格之進（通称：格さん）役を務めたことで知られており、歴代格さんが共演することも本作品の見所でもある。合田は『超力戦隊オーレンジャー』でオーブルー / 三田裕司役を演じており、戦隊OBと現役戦隊の共演という意味も持っている。
また、本作品は日本映画で初めてのフルデジタル3Dデジタルシネマ（ステレオスコピック3D上映）となる。撮影にはテレビシリーズと同様に「レッド・ワン」が使用され、このレッド・ワンを2台並べて使用することで3D映像を作り出す「4K＋3Dシステム」が用いられている。本編は21分と例年の作品よりやや短いが、例年よりも1カ月早くクランクインしており撮影には通常より長く時間がかかったという。監督の中澤祥次郎は「3D映画の飛び出す画面、奥行きのある画面を是非堪能して欲しい」と語っている。
3D上映は一部劇場で専用の3Dメガネを借りて鑑賞する「ドルビー方式」となり、他の映画館では2D上映となる。また、2D上映の場合は例年通り本作品が先に上映されるが、3D上映の場合は『仮面ライダーディケイド』の方が先の上映となる。その際、シンケンジャーのメンバーと『仮面ライダーディケイド』の主人公・門矢士が、3Dメガネの使用をナビゲートするムービーが間に流れ、『ディケイド』のラストに流れる「平成仮面ライダー10th 冬の陣」となった『仮面ライダー×仮面ライダー W&ディケイド MOVIE大戦2010』の特報はカットされている。
3D映画での上映は1994年に各地のイベントで上映された短編作品『スーパー戦隊ワールド』以来15年ぶりであり、次作『天装戦隊ゴセイジャー』の劇場版である『天装戦隊ゴセイジャー エピックON THEムービー』や次々作『海賊戦隊ゴーカイジャー THE MOVIE 空飛ぶ幽霊船』にも受け継がれた。また翌年の『仮面ライダーW FOREVER AtoZ/運命のガイアメモリ』以降の仮面ライダーシリーズの劇場版が3D上映されるきっかけともなった。
平成仮面ライダー10周年の追い風もあり、公開2日間で興行収入4億7,747万9,400円を記録し、10日発表の映画観客動員ランキングで初登場1位を獲得。公開2日間の興行成績は、前年の『炎神戦隊ゴーオンジャー BUNBUN!BANBAN!劇場BANG!!』の約2.5倍という好スタートとなった。最終的には、19億円を記録した。
8月12日より映画大ヒット御礼・舞台挨拶を全国各地で行う予定であったが、13日に梅盛源太 / シンケンゴールド役の相馬圭祐、次いで池波流ノ介 / シンケンブルー役の相葉弘樹と花織ことは / シンケンイエロー役の森田涼花が相次いで高熱を発症、新型インフルエンザの可能性もあるとして15日以降の舞台挨拶が一時中止となり、その後9月下旬に再開された。彼らの体調が快復するまで、テレビシリーズの撮影も中断していた。
テレビシリーズ第三十一幕は本作品の後日譚（作中では夏の陣と呼称される）となっており、恐竜折神やクサレ外道衆の残党が再登場している。

## あらすじ
2009年夏。脂目マンプク率いるクサレ外道衆が現世に甦り、シンケンジャーの6人も1万の圧倒的な敵軍の猛攻に劣勢を強いられてしまう。
この強敵を倒すためには、300年前に初代シンケンレッド / 志葉烈堂が脂目マンプクを封印する際に使用したといわれる初代秘伝ディスクが必要となるが、そのディスクは現在は行方不明となっていたのだった。
彦馬と黒子勢はその在り処を突き止めるが、場所はなんとクサレ外道衆の懐深くに鎮座する神社にあった。なんとか敵陣に潜り込んだシンケンジャーは初代秘伝ディスクを手に入れ、反撃を開始する。

## 登場人物
志葉 烈堂（） / 初代シンケンレッド
300年前の志葉家の初代当主。「角笛山」でモヂカラを発見して志葉家を中心とした組織を興したシンケンジャーの始祖で、かつて初代シンケンジャーを率いてクサレ外道衆と戦い、頭目である脂目マンプクを初代秘伝ディスクを使って封印した。しかし、彼の力ではマンプクを倒し切ることはできず、自身の伝言と共に初代秘伝ディスクを後世に残していた。後世の子孫達にマンプクと戦う力と覚悟を問うために、あえてマンプク自身の身体に初代秘伝ディスクを目覚めさせる「力」のモヂカラを刻み、謎かけのような内容の伝言を残していた。
本作品の公開に先駆けて、テレビ本編の第二十三幕の歴代シンケンレッドを祀る墓を参る場面でイメージとして登場。既に故人なので志葉烈堂としての登場は初代秘伝ディスクの映像と回想のみであり、初代シンケンレッドとしての登場は回想シーンのみで変身シーンは見られない。
姉弟
源流神社にお参りに来た幼い姉弟。
シンケンジャーの作戦で酒に酔ったクサレナナシ連中の目を掻い潜って神社に入り込み、「みんなを怪物から助けてください。父さんもお母さんも助けてください」とお願いした。このお願いを偶然神社内で聞いていたシンケンジャーは、初代秘伝ディスクに込められた伝言の意味が分からずに苛立っていた気持ちを静め、クサレ外道衆に勝負を仕掛ける決意を固めた。戦いが終わった後にシンケンオーが勝利の三本締めをしているのを見て同様に合わせて三本締めを行っていた。

## シンケンジャーの装備・戦力
恐竜ディスク（初代秘伝ディスク）
初代シンケンレッドが脂目マンプクとの対決の際、その封印に使用したとされる秘伝ディスク。脂目マンプクを倒す手段があるとされている。
恐竜折神（）
初代秘伝ディスクに収納されていた恐竜型の古の折神。ディスクを発見した時には初代シンケンレッドに「力」は別の場所に封印されていた。首を刀身として自由自在に伸縮して攻撃する。強いモヂカラを持つ者が手にすることで生ける刀キョウリュウマルとしての使用の他、巨大化しシンケンオーとの侍武装を行いキョウリュウシンケンオーとなることも可能。他の折神と異なりコックピットは存在しない。キョウリュウマルを使用したシンケンレッドは、赤い陣羽織を纏ったハイパーシンケンレッドになる。
- 企画当初は虎折神の頭部と手足を変えた恐竜と秘伝ディスクを合わせたものと想定されていたが、シンケンマル以外に秘伝ディスクのアニメ再生ができるアイテムを要望されシンケンマルを基に仕様変更したアイテムとなった。また、バンダイ担当の野中剛がなりきりアイテムとロボットの連動を意図したものでもあった。恐竜というモチーフは劇場版であることから和にこだわらずインパクト重視で選定された。

キョウリュウシンケンオー
シンケンジャー5人と初代シンケンレッドが時を越えてシンクロし、シンケンオーが恐竜折神と侍武装することで誕生した侍巨人。武器はキョウリュウマルが巨大化した恐竜刀（）。
必殺技は増幅させた「斬」のモヂカラを刀身に集中させて、キョウリュウマルを一気に振り下ろすキョウリュウマル天地一閃（）。
- 当初、頭部の配色は地味なものであったが、派手にしたいとの要望から5人の色が加えられた。玩具では手前に恐竜折神の顔が来ることから、刃を顎にも付けている。

## クサレ外道衆
外道衆の中の外道衆と呼ばれるアヤカシたち。後にテレビシリーズ第三十一幕に残党が登場する。

脂目マンプク（）
クサレ外道衆の頭目。
約300年前、初代シンケンレッドこと志葉烈堂によって封印されていたが、現代に復活。一万体のクサレ外道衆の大軍団を率いて、シンケンジャーにほぼ休む暇を与えない戦いを強いる。その実力は血祭ドウコクも認めるところであり、彼に対しても、本気ともとれる冗談を言うなど、恐れのなさと底知れなさを見せる。しかし、作戦自体は大兵力による力押しという極めてまっとうなものであり、逃げずに最後まで戦うことを選んだシンケンレッドの勇猛さを称えるなど、外道らしからぬ堂々とした武人の顔も持っているため、後に元部下のアゼミドロから「外道衆としては真面目すぎた」と評された。
武器は采配形戦斧（）という大型の戦斧。巨大化した二の目では肥満体の外殻を展開して、暴食を表す腹部に第二の口を持つ魔人のような不気味な青い姿となる。この姿になるとそれまでの武人めいた口調が転じてかなり荒っぽくなるのが特徴で、腹部の第二の口を伸ばして攻撃する。
- モチーフは布袋とメンダコに由来する。イメージは武田信玄。強化パーツが付いて強化するのではなく、パーツを取って強化するものにするため、デブっとしたフォルムが先にあって、パーツが取れることでスマートな体が現れてスピーディーな戦い方になるという方向となる。盗賊のイメージがあったことから、幹部キャラクターのお約束として布袋様のように太っているということとなった。アヤカシのデザイン的な共通性であるセパレートは、赤い部分が最初はないが、開くことで中が赤かったという形となった。3D映画であることから、奥行感が出るように、開いても全部がパージしないように、開いた形がメンダコのようになっているものとなった。

クサレノサカマタ
クサレ外道衆の鯱を思わせる姿をしたアヤカシ。口から火炎弾を吐く。
- モチーフになった妖怪は野槌。

クサレナナシ
クサレ外道衆の戦闘員。下半身の色が通常のナナシとは違い紫になっている。等身大の他に巨大な大クサレナナシも複数存在する。
- 合戦シーンでは50体のスーツが用意され、CGで1万体が描かれている。当初は黒子軍団を相手に戦うという案もあったが、黒子が目立つのはどうだろうということから、それはなくなった。撮影当時は『劇場版 仮面ライダーディケイド オールライダー対大ショッカー』の制作も進行していたためJAEだけではスーツアクターが足りず、多方面から集められている。

## キャスト
- 志葉丈瑠 / シンケンレッド - 松坂桃李
- 池波流ノ介 / シンケンブルー - 相葉弘樹
- 白石茉子 / シンケンピンク - 高梨臨
- 谷千明 / シンケングリーン - 鈴木勝吾
- 花織ことは / シンケンイエロー - 森田涼花
- 梅盛源太 / シンケンゴールド - 相馬圭祐
- 志葉烈堂  - 合田雅吏
- 腑破十臓 - 唐橋充
- 姉 - 松本梨菜
- 弟 - 加部亜門
- 日下部彦馬 - 伊吹吾郎

### 声の出演
- 血祭ドウコク - 西凜太朗
- 薄皮太夫 - 朴璐美
- 骨のシタリ - チョー
- ナレーション - 宮田浩徳
- 脂目マンプク - 大和田伸也

### スーツアクター
シンケンゴールドのスーツアクターを務める岡元次郎は本作品が同役での初撮影となった。
- シンケンレッド[29] - 福沢博文
- シンケンブルー[29][30] - 押川善文
- シンケンピンク[29] - 人見早苗
- シンケングリーン[31] - 竹内康博
- シンケンイエロー[31] - 橋口未和
- シンケンゴールド[出典 3] - 岡元次郎
- 血祭ドウコク[35]、脂目マンプク[35]、シンケンオー[36]、ダイカイオー[37] - 日下秀昭
- 薄皮太夫[35] - 蜂須賀祐一
- 骨のシタリ[35] - 大林勝
- 腑破十臓[出典 4]、脂目マンプク[35]、シンケンレッド（代役）[31][32][注釈 7] - 清家利一
- クサレナナシ連中 - 中川素州[37]、佐藤太輔[37]、喜多川2tom[38]、丹野宜政[39]、ショッカーO野[40]、的場耕二[41]
- 蜂須賀昭二
- 村岡弘之
- 坂本隆
- 神尾直子
- 橋本恵子
- おぐらとしひろ
- 小野友紀
- 野川瑞穂
- 五味涼子
- 高橋玲
- 田中宏幸
- 村岡友憲
- 村井亮
- 浅井宏輔
- 蔦宗正人
- 岡田貴善
- 竹中寛幸
- 玄也
- 中野高志
- 細川晃弘
- 福住咲希
- 福島悠介
- 遠藤誠
- 中村博亮

## スタッフ
- 製作 - 鈴木武幸（東映）、亀山慶二（テレビ朝日）、高橋浩（東映アニメーション）
- 企画 - 中曽根千治（東映）、梅澤道彦（テレビ朝日）、日達長夫（東映ビデオ）、篠田芳彦（アサツー・ディ ケイ）、松田英史（東映エージェンシー）、竹中一弘（バンダイ）
- エグゼクティブプロデューサー - 杉山登（テレビ朝日）
- プロデュース - 宇都宮孝明・大森敬仁（東映）、佐々木基（テレビ朝日）、矢田晃一・深田明宏（東映エージェンシー）
- 原作 - 八手三郎
- 脚本 - 小林靖子
- 音楽 - 高木洋
- 撮影 - 松村文雄
- 照明 - 柴田守
- 美術 - 大谷和正
- 編集 - 佐藤連
- 録音 - 伝田直樹
- スクリプター - 渋谷庸子
- 助監督 - 安養寺工
- 進行主任 - 小林智裕
- 特撮 - （株）特撮研究所
- 視覚効果 - 沖満（日本映像クリエイティブ）
- キャラクターデザイン - 篠原保
- 企画協力 - 企画者104
- デザイン協力 - プレックス
- 造型 - 前澤範（レインボー造型企画）
- プロデュース補 - 石川啓
- 製作担当 - 谷口正洋
- 3D技術コーディネーター - 小林真吾（スタジオガラパゴス）
- 撮影助手 - 佐藤真之
- ドルビー・サウンド・コンサルタント - 河東努(コンチネンタルファーイースト株式会社)
- 技術協力 - 東映ラボ・テック、東映デジタルセンター、西華デジタルイメージ株式会社、RED DIGITAL CINEMA SHOT ON RED、BULL、UPSIDE、FUJIFILM(FUJINON PL MOUNT)
- アクション監督 - 石垣広文（ジャパンアクションエンタープライズ）
- 特撮監督 - 佛田洋
- 劇場版「ディケイド・シンケンジャー」製作委員会（東映、テレビ朝日、東映アニメーション、東映ビデオ、アサツー ディ・ケイ、東映エージエンシー、バンダイ）
- 監督 - 中澤祥次郎

## 音楽
主題歌「四六時夢中シンケンジャー 〜銀幕版〜」
作詞：藤林聖子 / 作曲：高取ヒデアキ / 編曲：Project.R（籠島裕昌） / 歌：シンケンジャーと高取ヒデアキ
オープニングは存在しないが、本編冒頭でキャストと主要スタッフがクレジットされる。
挿入歌「侍戦隊シンケンジャー」
作詞：藤林聖子 / 作曲：YOFFY / 編曲：Project.R（大石憲一郎・サイキックラバー） / 歌：サイキックラバー (Project.R)

## 映像ソフト化
- 侍戦隊シンケンジャー 銀幕版 天下分け目の戦 メイキング 撮影記奏上!（DVD1枚組、2009年7月21日発売）
  - 本作品のメイキングDVD。
- 侍戦隊シンケンジャー 銀幕版 天下分け目の戦 通常版（DVD1枚組、2010年2月21日発売）
  - 本編：2D版本編を収録
  - 映像特典
    - PR集
- 侍戦隊シンケンジャー 銀幕版 天下分け目の戦 特別限定版（DVD2枚組、2010年2月21日発売）
  - ディスク1：本編DVD（通常版と同様）
    - 本編：2D版本編を収録

  - ディスク2：特典DVD
    - 本編：3D版本編を収録
    - 映像特典
      - 3D上映用幕間コメント
      - ノンスーパーED
      - 3D告知用TVスポット集
      - 製作発表会見
      - 完成披露試写会舞台挨拶
      - 公開2日目舞台挨拶
      - 大ヒット御礼舞台挨拶
      - 実況秘伝絵巻
      - 侍放談絵巻
      - 折神大変化絵巻
      - アヤカシ絵巻
      - クサレ外道衆絵巻
      - ポスタービジュアル
      - 銀幕BANG!! 見所絵巻

  - 封入特典
    - 3Dメガネ（3セット）